# Фесенкові Горби

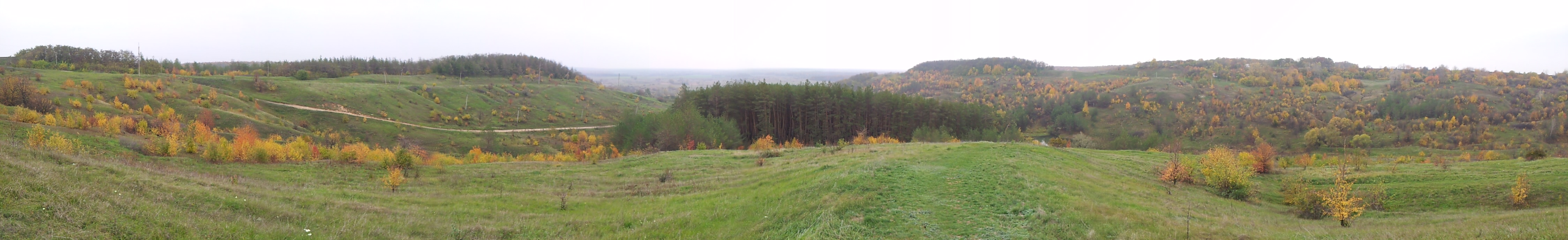

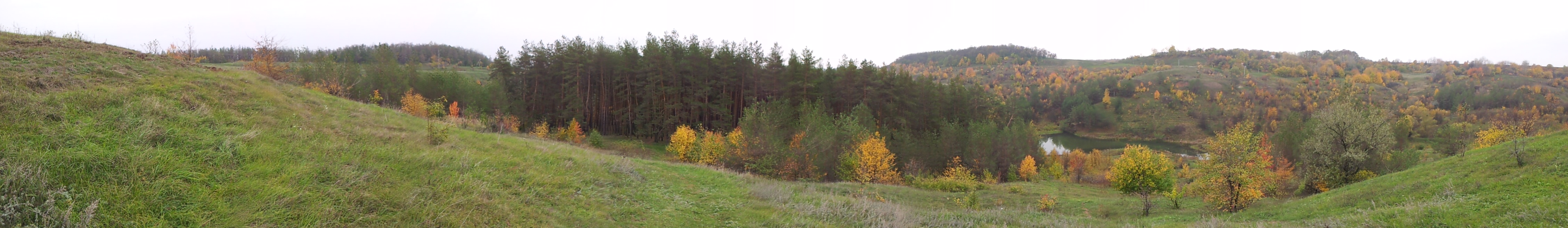

Фесе́нкові Горби́ — загальнозоологічний заказник місцевого значення в Україні. Входить до складу Регіонального ландшафтного парку «Диканський». Розташований у межах Диканського району Полтавської області, на північний схід від смт Диканьки між селами Великі будища та Писарівщина. 
Площа природоохоронної території 70,2 га.
Територія заказника охоплює низку горбів, що тягнеться у пересіченій розлогій балці між селами Писарівщина і Великі Будища.
Тут зберігся лучно-степовий ландшафт з угрупованням різнотравно-злакових рослин. У заказнику успішно проводиться акліматизація степових тварин — байбаків.

## Джерела

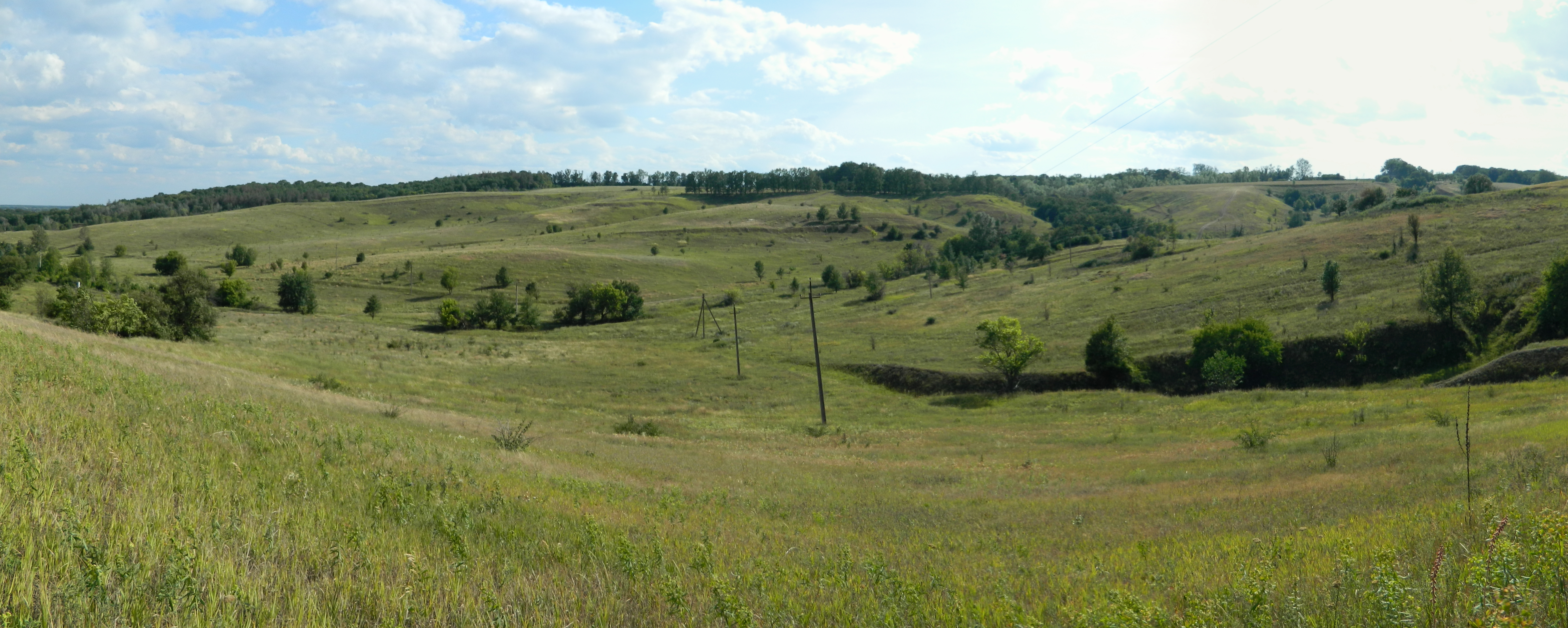
Фесенкові Горби. Вигляд з північного схилу балки

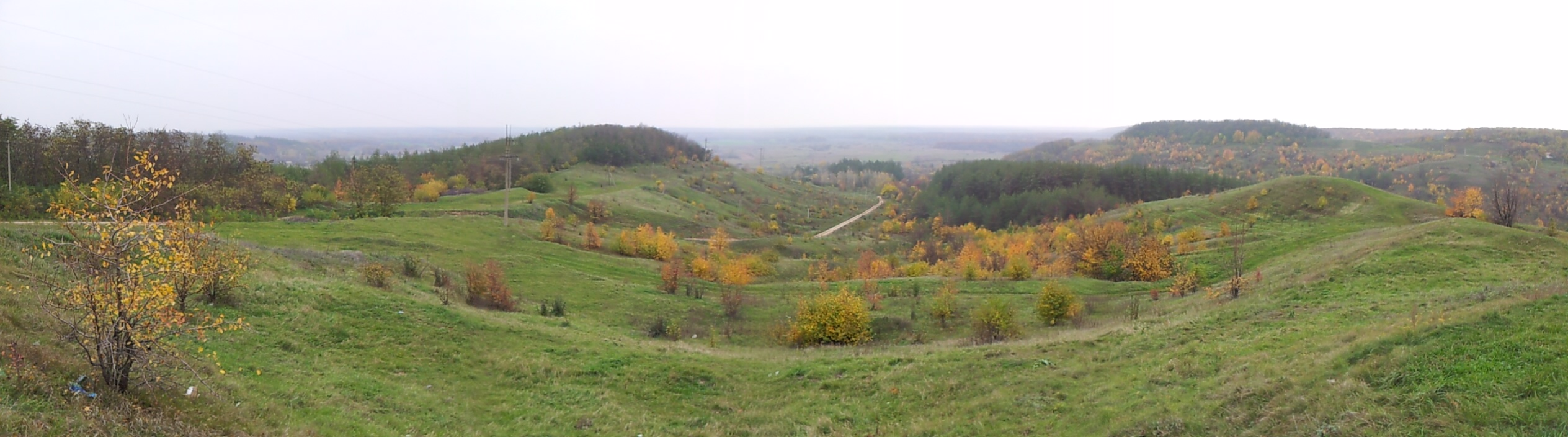